# Cerkiew św. Mikołaja w Suifenhe (drewniana)
Cerkiew św. Mikołaja w Suifenhe – drewniana cerkiew prawosławna w pobliżu stacji kolejowej w Suifenhe. 
Cerkiew została wzniesiona w bezpośrednim sąsiedztwie stacji kolejowej, będącej ostatnim przystankiem Kolei Wschodniochińskiej. Została poświęcona w 1898, jednak istniała tylko dziesięć lat. W 1908 została zniszczona w pożarze. Na potrzeby rosyjskiej społeczności w pięć lat później wzniesiono nową świątynię pod tym samym wezwaniem. 